# ジョン・シュワルツマン
ジョン・シュワルツマン（John Schwartzman, 1960年10月18日 - ）は、アメリカ合衆国カリフォルニア州ロサンゼルス出身のユダヤ系映画撮影監督。父親はプロデューサーのジャック・シュワルツマン（ロシア系ユダヤ人）。俳優のジェイソンとロバートは異母兄弟にあたる。USC School of Cinematic Artsで学んだ。

## 主な作品
- 妹の恋人 Benny & Joon （1993年）
- ハードロック・ハイジャック Airheads （1994年）
- ザ・ロック The Rock （1996年）
- 陰謀のセオリー Conspiracy Theory （1997年）
- アルマゲドン Armageddon （1998年）
- エドtv Edtv （1999年）
- パール・ハーバー Pearl Harbor （2001年）
- オールド・ルーキー The Rookie （2002年）
- シービスケット Seabiscuit （2003年）
- ミート・ザ・ペアレンツ2 Meet the Fockers （2004年）
- ナショナル・トレジャー リンカーン暗殺者の日記 National Treasure: Book of Secrets （2007年）
- 最高の人生の見つけ方 The Bucket List （2007年）
- ナイト ミュージアム2 Night at the Museum: Battle of the Smithsonian （2009年）
- グリーン・ホーネット The Green Hornet （2011年）
- アメイジング・スパイダーマン The Amazing Spider-Man （2012年）
- ウォルト・ディズニーの約束 Saving Mr. Banks (2013年)
- ジュラシック・ワールド Jurassic World (2015年)
- ファウンダー ハンバーガー帝国のヒミツ The Founder (2016年)
- ザ・ブック・オブ・ヘンリー The Book of Henry (2017年)
- ザ・テキサス・レンジャーズ The Highwaymen (2019年)
- ラスト・クリスマス Last Christmas (2019年)
- リトル・シングス The Little Things (2021年)
- ジュラシック・ワールド/新たなる支配者 Jurassic World: Dominion (2022年)
- ハリガン氏の電話 Mr. Harrigan's Phone (2022年)